# Cisse (fiume)
Il Cisse è un fiume francese che attraversa i dipartimenti di Indre e Loira e Loir-et-Cher, affluente di destra della Loira.

## Geografia
Il fiume nasce nel comune di Rhodon in Loir-et-Cher, nel Beauce blésoise (piccola Beauce). La sua lunghezza totale è di 81 km. Si divide in due parti a Chouzy-sur-Cisse: un primo braccio si immette nella Loira vicino a Chouzy, mentre l'altro raggiunge la Loira a Vouvray nel dipartimento di Indre e Loira.

### Corso del Cisse
La cupola tettonica di Marchenoir è, nella sua parte sud-orientale, all'origine dello spartiacque del Cisse, affluente della Loira. A sud, le sue acque si perdono nelle reti carsiche sotterranee e riemergono alla base del calcare in due punti principali, vicino a Pontijou, la fonte di Bois Brûlé su Conan e Boisseau (per il Cisse) e la fonte della palude di Maves (per il Sixtre), da cui il corso del Cisse diventa perenne.
Il Sixtre nasce nella zona sud della foresta di Marchenoir. Dopo aver percorso qualche chilometro, sparisce, in parte, a La Madeleine-Villefrouin e riappare dopo 8,5 km nella palude di Maves. Tuttavia l'acqua non scompare del tutto, poiché esiste un canale ben segnalato lungo tutto il suo percorso che forma occasionali piccoli stagni come quello della Blanchonnière 2,4 km a valle della Madeleine-Villefrouin che si immette nel Cisse a sud-ovest di Pontijou.
A nord di Saint-Bohaire, il Cisse riceve le acque del Cisse landaise. A Chouzy-sur-Cisse si divide: un ramo si immette nella Loira e l'altro continua verso Onzain.
Questo raccoglie le acque del ruscello di Mesland a Limeray, del Ramberge a Pocé-sur-Cisse e del Brenne qualche chilometro prima di immettersi nella Loira a valle di Vouvray e a 15 km a valle d'Amboise, al Bec-de-Cisse.

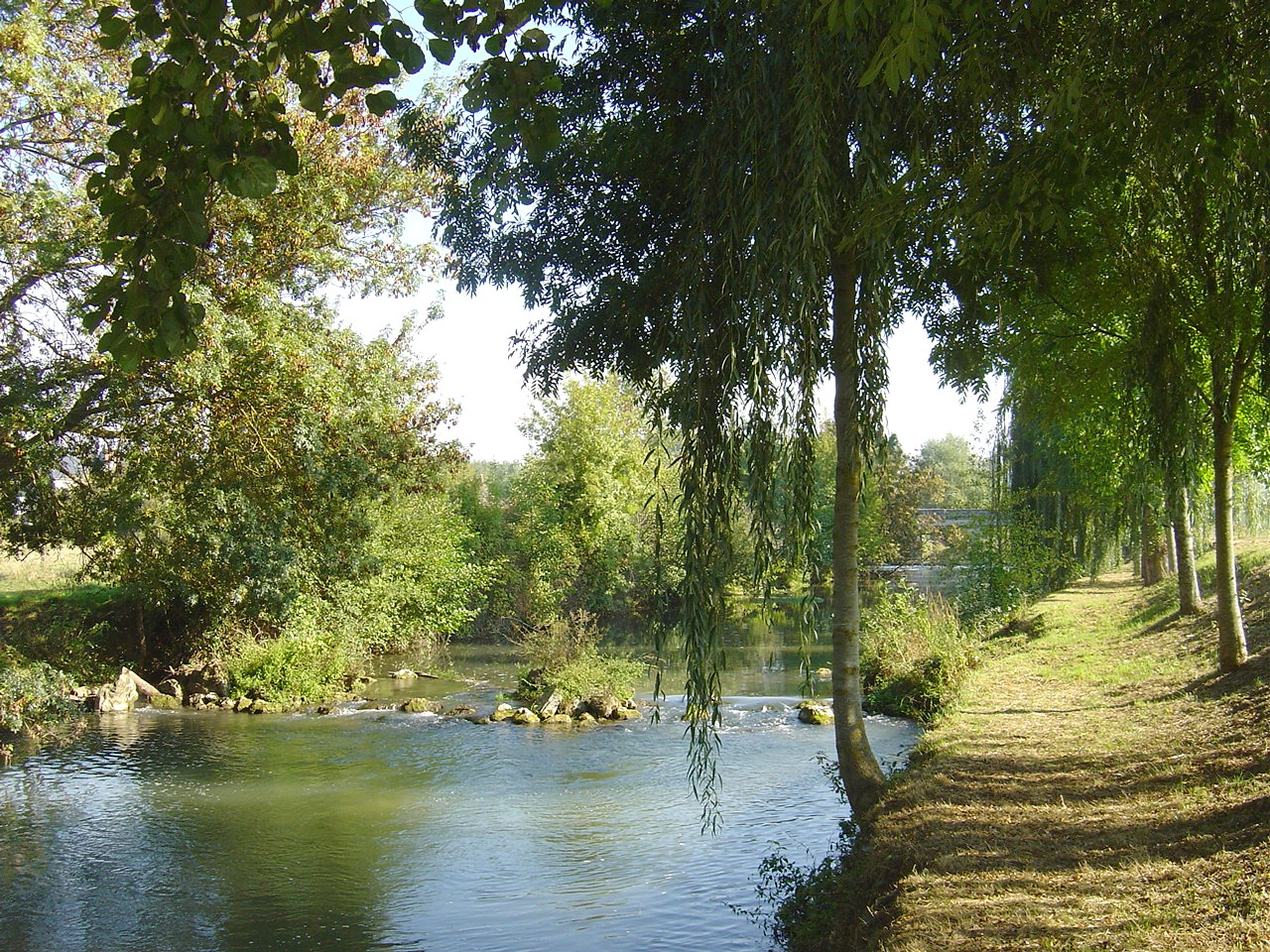
Il Cisse a Limeray.

### Comuni attraversati
I principali comuni attraversati sono, da monte a valle:
Loir-et-Cher
- Rhodon
- Conan
- Boisseau
- Maves
- Averdon
- Champigny-en-Beauce
- Marolles
- Fossé
- La Chapelle-Vendômoise
- Saint-Bohaire
- Saint-Lubin-en-Vergonnois
- Saint-Sulpice-de-Pommeray
- Molineuf
- Chambon-sur-Cisse
- Coulanges
- Chouzy-sur-Cisse
- Onzain
- Monteaux

Indre e Loira
- Cangey
- Limeray
- Pocé-sur-Cisse
- Nazelles-Négron
- Noizay
- Vernou-sur-Brenne
- Vouvray